# بريرتون (تشيشير)
بريرتون (بالإنجليزية: Brereton, Cheshire)‏ هي قرية و أبرشية مدنية تقع في المملكة المتحدة في إنجلترا.  يقدر عدد سكانها بـ 1,012 نسمة .